# TOKIO (沢田研二のアルバム)
『TOKIO』（トキオ）は、日本の歌手である沢田研二の13作目となるオリジナルアルバム。
1979年11月25日にポリドール （現・ユニバーサルミュージック）からLP盤でリリースされた。
その後CD化され、1991年と1996年に東芝EMIから、また2005年にはユニバーサルミュージックから再リリースされている。

## 解説
本作はこれまで多数の楽曲を提供してきた加瀬邦彦をプロデューサーに迎え、前作までとは大きく異なりテクノを意識した作品になっている。阿久悠、大野克夫コンビがメインのソングライターから外れたことに加え、井上堯之バンドも一部メンバーの参加のみで楽曲、演奏共に大幅に人員が変貌を遂げたといえる。
作詞では「TOKIO」を糸井重里が手がけた他、喜多條忠、武衛尚子、門谷憲二、康珍化など、作曲ではBORO、後藤次利などといったそれまで共演歴のないアーティストを多く迎えている（後藤はレコーディングには参加している）。また歌手のりりィが1曲提供している。編曲は全て後藤が担当している。
本作は沢田が1970年代最後にリリースした作品であり、シングルカットされた「TOKIO」は1980年代最初のリリースとなった。
TOKYOではなくTOKIOになっている理由は、糸井重里がフランスのシャルル・ド・ゴール空港で見た標識からインスピレーションを得たため。

## 収録曲
- 全編曲：後藤次利

1. TOKIO
  - 作詞：糸井重里／作曲：加瀬邦彦
2. MITSUKO
  - 作詞：糸井重里／作曲：加瀬邦彦
3. ロンリー・ウルフ
  - 作詞：喜多條忠／作曲：大野克夫
4. KNOCK TURN
  - 作詞：武衛尚子／作曲：BORO
5. ミュータント
  - 作詞：門谷憲二／作曲：後藤次利
6. DEAR
  - 作詞：康珍化／作曲：井上堯之
7. コインに任せて
  - 作詞：武衛尚子／作曲：速水清司
8. 捨てぜりふ
  - 作詞：康珍化／作曲：BORO
9. アムネジア
  - 作詞・作曲：りりィ

「ロンリー・ウルフ」のB面曲。
10. 夢を語れる相手がいれば
  - 作詞：阿久悠／作曲：大野克夫

## 参加ミュージシャン
- Electric Bass：後藤次利
- Electric Guitar：鈴木茂、矢島賢、今剛
- Acoustic Guitar：笛吹利明
- Keyboards：佐藤準、西本明、田代真紀子、渋井博
- Latin Percussion：斉藤ノブ、石井宏太郎
- Sax：ジェイク・H・コンセプション
- Strings：加藤グループ
- Chorus：大野克夫、速水清司、EVE